# Poul Ejner Bertelsen
Poul Ejner Bertelsen (4. april 1920 – 12. maj 1944) var en dansk stikker under Besættelsen, som der var medlem af ET og Petergruppen.
Ejner Bertelsen blev likvideret i sin bil på Frederiksberg Allé den 12. maj 1944 af Jørgen Haagen Schmith (med dæknavnet "Citronen").